# Гудельман, Исроэл-Мордхе
Исро́эл-Мо́рдхе Гу́дельман (Исрул-Мортхе, Израиль Иосифович Гудельман, идиш ישׂראל-מרדכי גודלמאַן‎, англ. Israel M. Goodelman; 13 апреля 1886, Меджибож, Летичевский уезд, Подольская губерния — 1966, Нью-Йорк) — американский еврейский педагог, детский писатель на идише.

## Биография
Родился в семье педагога, поэта и переводчика Иосефа Гудельмана и Молки Фателес (англ. Mollie Goodelman, 1865—1947). У него было шестеро братьев и сестёр. Вырос на родине отца в Атаках (Оргеевского уезда Бессарабской губернии). Учился в хедере и с частными учителями, изучал русский язык под руководством отца, затем продолжил обучение в государственной школе в Могилёве-на-Днестре и окончил гимназию в Одессе. В 1902—1905 годах служил аптекарским помощником, в 1905 году с двумя младшими братьями Ароном (впоследствии художник и скульптор) и Эршем (поэт, писатель-сатирик и редактор) эмигрировал в Америку, где выучился на фармацевта (Brooklyn College of Pharmacy, 1910). В 1937—1950 годах работал учителем в системе народных школ имени Шолом-Алейхема (был секретарём этой сети) и Национального альянса еврейских рабочих в Нью-Йорке, с обучением на идише. В 1950 году открыл собственную аптеку в Бруклине. Последние годы жизни страдал прогрессивной потерей зрения. Умер в декабре 1966 года в Нью-Йорке.
Дебютировал рассказами для детей и юношества в «Киндер-журнал» (детский журнал, Нью-Йорк) в 1935 году. Впоследствии публиковал как собственные произведения, так и переводы с английского, иврита и русского языков в периодических изданиях на идише, в том числе в газете «Ди пресе» (пресса, Буэнос-Айрес) и в детском журнале «Грининке беймелех» (зелёненькие деревца, Буэнос-Айрес). Переводил также на английский язык. Был сотрудником «Педагогишер журнал» (педагогический журнал) в Нью-Йорке. Автор учебников по еврейской истории для первого, второго и третьего классов еврейских школ, выдержавших шесть переизданий в 1945—1962 годах.

## Семья
Жена — Фаня Гудельман (англ. Fannie Goodelman, 1891—1969). Трое детей: Соломон (1924—2012), Белла, Ханна.
- Дочь — Ханна Гудельман Бергман (1914—2014), педагог[6][7], была замужем за одним из основателей современной клинической аудиологии Мо Бергманом (1916—2014)[8][9].
  - Внук — историк-славист Джей Бергман (англ. Jay Irving Goodelman, род. 1948), профессор Университета Центрального Коннектикута, автор монографий «Vera Zasulich: A Biography» (1983) и «Meeting the Demands of Reason: The Life and Thought of Andrei Sakharov» (2009)[10].

## Публикации
- ייִדישע געשיכטע: העפֿטן פֿאַר ערשטן, צװײטן און דריטן לערן-יאָר פֿון ייִדישער געשיכטע (идише гешихте: хефтн фар эрштн, цвейтн ун дритн лерн-йор — еврейская история). Учебники для первого, второго и третьего классов еврейских школ. Нью-Йорк: Matones (פֿאַרלאַג מתּנות — Матонес), 5 переизданий — 1945, 1945, 1950, 1954, 1958 и 1962.
- Левин Кипнис. My Holidays. Translated by Israel M. Goodelman. Тель-Авив: Н. Тверский, 1961. — 190 с.[11]